# Sven Afzelius
Sven Arvid Afzelius, född den 12 november 1893 i Stockholm, död den 4 september 1972 i Helgesta församling, Södermanlands län var en svensk jurist. 
Afzelius avlade studentexamen i Stockholm 1912 och juris kandidatexamen vid Stockholms högskola 1918. Han blev extra ordinarie notarie i Svea hovrätt sistnämnda år och genomförde tingstjänstgöring 1920–1922. Afzelius blev tillförordnad fiskal i Svea hovrätt 1921, extra ordinarie assessor där 1923, adjungerad ledamot samma år, ordinarie assessor 1925 och ordinarie fiskal 1929. Han var hovrättsråd och ledamot av vattenöverdomstolen 1932–1960. Afzelius blev riddare av Nordstjärneorden 1935 och kommendör av andra klassen av samma orden 1950. Han var vice ordförande i styrelsen för Carnegiestiftelsen 1937–1966.
Sven Afzelius var son till Ivar Afzelius och Anna Richert samt gift med Brita Tigerschiöld (1901–1975), dotter till Hugo Tigerschiöld. Makarna Afzelius var föräldrar till Jan Afzelius. De vilar på Ludgo kyrkogård.